# Paraphlepsius turpiculus
Paraphlepsius turpiculus är en insektsart som beskrevs av Ball 1900. Paraphlepsius turpiculus ingår i släktet Paraphlepsius och familjen dvärgstritar. Inga underarter finns listade i Catalogue of Life.